# طوم لهرر
طوماس أندرو «طوم» لهرر (بالإنجليزية:Tom Lehrer) (وُلد في 9 أبريل 1928) مغني وكاتب أغاني، ومهاجئ، وعازف بيانو، وعالم رياضيات أمريكي.

## النشأة
ولد لهرر في 1928 من أسرة يهودية في مدينة نيويورك في مانهاتن ، وبدأ يدرس الموسيقى الكلاسيكية على البيانو في سن السابعة. ودرس الرياضيات في جامعة هارفارد.

## روابط خارجية
- طوم لهرر على موقع IMDb (الإنجليزية)
- طوم لهرر على موقع ميوزك برينز (الإنجليزية)
- طوم لهرر على موقع إن إن دي بي (الإنجليزية)
- طوم لهرر على موقع أول ميوزيك (الإنجليزية)
- طوم لهرر على موقع ديسكوغز (الإنجليزية)
- طوم لهرر على موقع قاعدة بيانات الفيلم (الإنجليزية)